# LRS
Un LRS (del inglés Learning Record Store) es un contenedor de datos que sirve como repositorio para registros generados en actividades de aprendizaje creadas con el estándar Tin Can API. al estándar Tin Can API ya se le conoce como la "siguiente generación SCORM" y también como "Experience API". El concepto de LRS se introdujo en el año 2011 en la industria del e-learning, y se prevé que marcará el camino para nuevos desarrollos en la integración del mLearning y del e-learning.

## Historia
SCORM ha sido la referencia para las especificaciones de interoperabilidad en la industria del e-learning desde el año 2001 hasta la actualidad. Los creadores de SCORM, Advanced Distributed Learning (ADL), se dieron cuenta de que este no permitía adaptarse a los nuevos avances tecnológicos, especialmente en lo relativo a los dispositivos móviles (teléfonos inteligentes, tabletas,..) y en consecuencia debería ser actualizado. ADL puso en marcha una convocatoria para solicitar asistencia para la actualización de las especificaciones SCORM. ADL concedió finalmente el proyecto de investigación a la empresa Rustici Software, que inicialmente llamó al proyecto Project Tin Can. El resultado final es el que hoy conocemos como Tin Can API que va unido al concepto aquí descrito de LRS.

## Cómo funciona
Tin Can API genera declaraciones de estado (statements) o registros relacionados con las actividades de aprendizaje. Estas declaraciones siguen un patrón sencillo basado en "Sujeto + Verbo (acción) + Objeto de aprendizaje". un ejemplo sería "yo respondí la pregunta" o "yo abrí el mensaje". El LRS recibirá de Tin Can API (vía HTTP o HTTPS) dichas declaraciones de estado y las almacenará convenientemente.
Lo innovador de este sistema es que el LRS puede existir integrado en una plataforma de Sistema de gestión de aprendizaje (LMS) tradicional, o también existir por sí solo o en otro dispositivo diferente. LRSs can communicate learner data with other systems, such as LMS, reporting tools, and other LRSs. Esto abre nuevas posibilidades a la gestión de los datos individuales del aprendizaje ya que los estudiantes podrían llegar a gestionar ellos mismo sus propios LRS y mantener en ellos tanto los datos de sus aprendizajes formales como informales.
Las declaraciones de estado generadas por Tin Can API se pueden enviar a múltiples dispositivos LRS al mismo tiempo. En los LMS tradicionales como Moodle, Canvas o BB, los datos del aprendiz se almacenan y se quedan en los sistemas de las empresas que los administran. Otra de las ventajas de este sistema (Tin Can API + LRS) es que abre la posibilidad de que los datos personales migren con el usuario a donde este vaya o a donde los necesite (por ejemplo, de un puesto de trabajo a otro, de una escuela a otra, de una universidad a otra)
La recolección y almacenamiento de datos en LRS facilita la posibilidad de que sean usados para mejorar el e-Learning a través del llamado Learning analytics. La enorme cantidad de datos que se generarán y, sobre todo la calidad descriptiva de los mismos los harán muy valiosos para aprender de ellos y mejorar los procesos de enseñanza-aprendizaje.
Un punto de preocupación que surge al hablar de los sistemas LRS está relacionado con la protección por defecto de esos datos personales. Sin embargo hay que recordar que si los dispositivos basados en esta tecnología siguen rigurosamente las especificaciones del sistema el acceso a los datos no será automático y será el administrador del LMS o, en su caso el propio usuario, el que establecerá el nivel de acceso permitido.